# Antonio Cortés y Aguilar
Antonio Cortés y Aguilar, né à Séville (Espagne) le 10 mars 1827 et mort à Lagny-sur-Marne le 14 mars 1908, est un peintre espagnol, père d'Édouard Cortès . 

## Biographie
Ses peintures sont principalement liées aux paysages et aux représentations de la campagne française avec du bétail, il peint également quelques portraits et des tableaux religieux.
Il a été formé à l'Académie royale des beaux-arts de sainte-Isabelle de Hongrie (es) à Séville et a été influencé par l'école de Barbizon. En 1855, il déménage à Paris à l'occasion de l'Exposition universelle de Paris.
Le musée du romantisme à Madrid et la collection Bellver de Séville expose ses œuvres, principalement des tableaux représentant des paysages avec bétail et paysage avec des bergers et des troupeaux.
Antonio Cortés y Aguilar s'installe à Lagny-sur-Marne au 7 boulevard Charpentier avant de déménager rue Marcheret  où il vécut jusqu'à sa mort.